# Ptinus ocularis
Ptinus ocularis is een keversoort uit de familie klopkevers (Ptinidae). De wetenschappelijke naam van de soort werd in 1936 gepubliceerd door Maurice Pic.